# Italienreise – Liebe inbegriffen
Italienreise – Liebe inbegriffen ist eine deutsche Filmkomödie von Wolfgang Becker aus dem Jahr 1958. Sie beruht auf dem gleichnamigen Roman von Barbara Noack. In den Hauptrollen agieren Paul Hubschmid, Susanne Cramer und Walter Giller.

## Handlung
Eine Reisegruppe fährt mit dem Bus von Berlin nach Italien. An Bord sind neben Reiseleiter Robert Florian unter anderem das Mannequin Ilse Knopf, das langverheiratete Paar Kätchen und Karl, Installateur Herr Kümmel, Buchhalter Primus und die alleinstehende Marianne Herzberg. Bereits kurz nach der Abfahrt folgt Ilses Verlobter, der Tierarzt Hans Fichte, dem Bus per Auto, hat er Ilse doch am Busparkplatz verpasst. In München wiederum steigt Ilses jüngerer Bruder Herbert zu, der von Hans als Aufpasser seiner Verlobten engagiert wurde. Ilse reagiert verstimmt, zumal sie bereits ein Auge auf Reiseleiter Robert geworfen hat.
Die Reisegruppe besucht als erstes Venedig, wo Kümmel der Gruppe eine romantische Gondelfahrt spendiert. Robert und Ilse küssen sich unter der Seufzerbrücke. Weiter geht die Reise nach Florenz und Rom, wo stets auch der nachgekommene Hans an Ilses Seite ist, mal mehr und mal weniger eifersüchtig reagiert, meist jedoch nach einem Zimmer für die Nacht sucht. Robert macht Ilse weiterhin Avancen, die diese mal zurückweist und mal annimmt. Sie steht zwischen zwei Männern, zumal ihr Hans in Berlin einen unromantischen Heiratsantrag gemacht hat, den sie ablehnte. Marianne Herzberg kann Ilses Schwanken nicht verstehen, würde sie doch den ersten heiraten, der ihr einen Antrag macht.
Weiter geht die Reise nach Neapel. Hans und Herbert reisen gemeinsam im Wagen und treffen unterwegs die Amerikanerin Helen Parker, deren Wagen ohne Benzin liegengeblieben ist. Beide helfen ihr mit dem Benzin aus ihrem Kanister aus und erhalten im Gegenzug eine Einladung in ihre Villa in Sorrent. Hans und Herbert lassen den Zwischenstopp in Neapel aus und reisen direkt nach Sorrent weiter. In Neapel sorgt sich Ilse unterdessen um Hans, den sie längst bei sich vermutet hätte. In Sorrent stößt Herbert zur Touristengruppe und erzählt Ilse, dass Hans sich nun nicht mehr für sie interessiere, habe er doch der Amerikanerin, die sie kennengelernt hätten, sogar ein Armband geschenkt. Robert sieht seine Chance gekommen und flirtet heftig mit Ilse. Zuvor stattet er Hans einen Besuch ab und bedeutet ihm, dass Ilse sich für ihn entschieden habe. Hans will am nächsten Tag abreisen, während die Touristen auf die Insel Capri weiterfahren wollen. Als Robert die zögernde Ilse zum Schiff geleiten will und ihr vom Zusammentreffen mit Hans am Vortag erzählt, hat die ihren Entschluss gefasst. Sie verlässt die Reisegruppe und geht zu Hans zurück. Gemeinsam treten sie die Rückreise an und genießen in Ruhe die Schönheit Italiens.

## Produktion, Veröffentlichung
Italienreise – Liebe inbegriffen wurde vom 16. September bis 31. Oktober 1957 auf dem Brenner, in München, Venedig, Assisi, Rom, Neapel, Sorrent und Terracina gedreht. Schlechtes Wetter führte zu zahlreichen Drehausfällen. Zum Teil musste daher das Drehbuch umgeschrieben werden. Ein weiterer Drehort waren die CCC-Studios in Berlin-Spandau, in dem auch Italien-Szenen gedreht wurden, die wegen der Drehausfälle in Italien dort nicht geschafft worden waren. Es gab folgende Titelvorschläge für den Film: 1. Kleines Herz auf grosser Tour 2. Traumlandreise 3. Kennst du das Land…? 4. Liebe im Autobus/Liebe auf Rädern 5. Es war zu schön gewesen… 6. Nie werd’ ich Dich vergessen. Der beste und auch zugkräftigste Titel sei jedoch zweifellos Italienreise – Liebe inbegriffen. Dieser Titel decke sich nicht nur „hunderprozentig mit dem Inhalt“, sondern biete „als Titel des vielgelesenen Romans“ für den Film auch „von vornherein eine unüberbietbare Werbekraft“.
Der im Film eingesetzte Reisebus der 1948 gegründeten Touristikfirma Deutsche Touring war ein KML 110 (45 Sitze) des Herstellers Krauss-Maffei.
Der Film erlebte am 17. Januar 1958 im Ufa-Pavillon in Berlin seine Premiere. In Portugal wurde er unter dem Titel Romance em Itália veröffentlicht; der englische Titel lautet Voyage to Italy, Complete with Love.

## Kritik
Der Spiegel schrieb anlässlich der Premiere des Films: Die genormte Romantik und der Besichtigungsdrill moderner Pauschalreisen werden […] anmutig, wenn auch recht zaghaft verulkt. Der Inszenator Wolfgang Becker hat dem aktuellen Thema und der Omnibusroute Berlin – Neapel hübsche, bunte Bildeffekte abgewonnen. Doch aus dem Pin-up-Star des deutschen Films, Susanne Cramer, locken die südliche Sonne und die gewitzte Regie kein Anzeichen von Talent hervor.
Für das Lexikon des internationalen Films war Italienreise – Liebe inbegriffen „ein heiterer Reiseführer mit trivialer Dreieckskomödie nach dem gleichnamigen Roman von Barbara Noack“.